# Shondell Alfred
Shondell Alfred (sinh ngày 7 tháng 7 năm 1981) là một võ sĩ chuyên nghiệp đến từ Guyana. Cô là một trong những nữ võ sĩ đầu tiên đến từ đất nước này.  Giống như Archie Moore và các võ sĩ khác trong quá khứ, Alfred đã giữ bí mật về tuổi tác của mình, đó là một trong những lý do khiến cô có biệt danh là "Người phụ nữ bí ẩn". 
Cô giữ danh hiệu WIBA Iberian-American Bantamweight. Ngoài việc thi đấu ở quê nhà, cô còn thi đấu ở các quốc gia Caribbean khác, (Guyana, như Colombia, Suriname và Venezuela, là một quốc gia Nam Mỹ cũng được coi là một quốc gia Caribbean), cũng như ở châu Âu và Bắc Mỹ.
Alfred ra mắt quyền anh chuyên nghiệp vào ngày 19 tháng 2 năm 1999, đánh bại Stephanie George sau bốn hiệp tại Georgetown. Sau hai trận thắng quyết định bốn hiệp nữa, cô đến Canada, nơi cô sẽ có hai trận tiếp theo: Vào ngày 9 tháng 6 năm 2000, cô bị Doris Hackl đánh bại ở hiệp thứ tư giữa trận đấu giữa những chiến binh bất bại được tổ chức tại Halifax vào ngày 23 tháng 9, cô đã phải chịu trận thua knockout thứ hai liên tiếp, bị Lisa Brown đánh bại sau hai lượt trận tại địa điểm Rama ở Ontario.
Sau khi thua Brown, cô trở về nhà, nơi cô đã đánh bại Joenette Toby vào ngày 6 tháng 8 năm 2001, cũng sau bốn hiệp. Vào ngày 26 tháng 12 năm đó, cô đã chiến thắng thông qua hình thức knockout đầu tiên, đánh bại Adriana Francis ở vòng đầu tiên.
Alfred sau đó rời quyền anh trong một năm rưỡi. Khi trở về, cô đã bay tới Barbados, nơi cô đã giành chiến thắng trong loại trực tiếp vòng thứ hai liên tiếp, đánh bại Vicki Boodram. Trở về nhà, một trận tái đấu với George đang chờ. Hai võ sĩ hiện đã có kinh nghiệm và được nhiều người biết đến, và trận tái đấu được người hâm mộ quyền anh Guyanan háo hức chờ đợi. Vào ngày 26 tháng 12, đúng hai năm cho đến ngày Alfred giành trận thắng đầu tiên, cô đã vượt qua George lần thứ hai, lần này là sau tám hiệp.
Cuộc chiến tiếp theo của cô đã đưa Alfred đến châu Âu. Tại lục địa đó, cô đã gặp Alexandra Mattheus vào ngày 28 tháng 2 năm 2004. Alfred đã thua sau bốn hiệp. Trận đấu được tổ chức tại Đan Mạch.
Trận đấu tiếp theo của cô, gặp Alicia Ashley nổi tiếng, được tổ chức tại Guyana, vào ngày 27 tháng 3. Alfred bị hạ gục ở hiệp ba, và mặc dù cô đã hồi phục và kéo dài tám hiệp, cô đã thua bởi một quyết định tám hiệp.
Ngay sau trận chiến với Ashley, Alfred đã được trao cơ hội đầu tiên để giành chức vô địch. Vào ngày 22 tháng 11, cô đã đánh bại Boodran trong một trận tái đấu, cho danh hiệu WIBA Iberian-American Bantamweight. Trận đấu được tổ chức tại Trinidad và Tobago. Alfred một lần nữa đánh bại Boodram bằng cách loại trực tiếp, lần này là ở vòng thứ ba.
Sau khi chinh phục khu vực đó, cuộc chiến thứ ba với George đã được tổ chức, được tổ chức vào ngày 29 tháng 1 năm 2005. Tuy nhiên, trận đấu của họ đã bị đình chỉ và không có kế hoạch nào trong tương lai để tổ chức lại cuộc chiến đó. 
Shondell Alfred có 8 trận thắng và 4 trận thua, với 3 trận thắng bằng cách loại trực tiếp.

## liên kết ngoài
- Shondell Alfred tại Awakening Fighters Lưu trữ ngày 7 tháng 4 năm 2019 tại Wayback Machine
- Kỷ lục đấm bốc chuyên nghiệp cho Shondell Alfred